# حسن جمال
حسن جمال (بالتركية: Hasan Cemal)‏ هو صحفي وكاتب تركي، ولد في 1944 في إسطنبول في تركيا.